# Élection du Conseil de sécurité des Nations unies de 2015
La 71e élection du Conseil de sécurité des Nations unies a eu lieu le 16 octobre 2015 pendant la 70e session de l’Assemblée générale des Nations unies au siège des Nations unies à New York. Cette élection consistait en le renouvellement de cinq des dix sièges non permanents du Conseil, les nouveaux membres étant élus pour un mandat de deux ans commençant le 1er janvier 2016 et s'achevant le 31 décembre 2017. Les cinq sièges permanents, comme l'indique leur dénomination, ne sont pas concernés par cette élection. Les sièges à renouveler sont :
- Deux pour l'Afrique
- Un pour le groupe Asie-Pacifique
- Un pour l'Amérique latine et les Caraïbes
- Un pour l'Europe orientale

Les pays ont élu l'Égypte, le Sénégal, l'Uruguay, le Japon et l'Ukraine.
Ce sera la dernière fois que l'élection des membres non-permanents du Conseil de sécurité se tiendra en octobre. Le 18 septembre 2014, l'Assemblée générale a adopté la résolution 68/307 pour déplacer les élections à six mois du début du mandat des membres nouvellement élus.

## Candidats

### Groupe Afrique
- Égypte
- Sénégal

### Groupe Asie-Pacifique
- Bangladesh — candidature retirée le 6 septembre 2014 en faveur du Japon.
- Japon

### Groupe Europe orientale
- Ukraine

### Groupe Amérique latine et Caraïbes
- Uruguay

## Résultats

### Groupes Afrique et Asie-Pacifique
| Résultats pour les groupes Afrique et Asie-Pacifique | Résultats pour les groupes Afrique et Asie-Pacifique |
| ---------------------------------------------------- | ---------------------------------------------------- |
| Membre                                               | 1er tour                                             |
| Sénégal                                              | 187                                                  |
| Japon                                                | 184                                                  |
| Égypte                                               | 179                                                  |
| Abstentions                                          | 1                                                    |
| Majorité requise                                     | 127                                                  |

### Groupe Amérique latine et Caraïbes
| Résultats pour le groupe Amérique latine et Caraïbes | Résultats pour le groupe Amérique latine et Caraïbes |
| ---------------------------------------------------- | ---------------------------------------------------- |
| Membre                                               | 1er tour                                             |
| Uruguay                                              | 185                                                  |
| Abstentions                                          | 6                                                    |
| Majorité requise                                     | 124                                                  |

### Groupe Europe orientale
| Résultats pour le groupe Europe orientale | Résultats pour le groupe Europe orientale |
| ----------------------------------------- | ----------------------------------------- |
| Membre                                    | 1er tour                                  |
| Ukraine                                   | 177                                       |
| Abstentions                               | 14                                        |
| Vote nul                                  | 1                                         |
| Majorité requise                          | 118                                       |